# Echidnopsis urceolata
Echidnopsis urceolata är en oleanderväxtart som beskrevs av Bally. Echidnopsis urceolata ingår i släktet Echidnopsis och familjen oleanderväxter. Inga underarter finns listade i Catalogue of Life.